# Cheimonophyllum
Cheimonophyllum es un género de hongos de la familia Cyphellaceae. Este género es muy difundido; incluye 3 especies.